# Axel Heilhecker

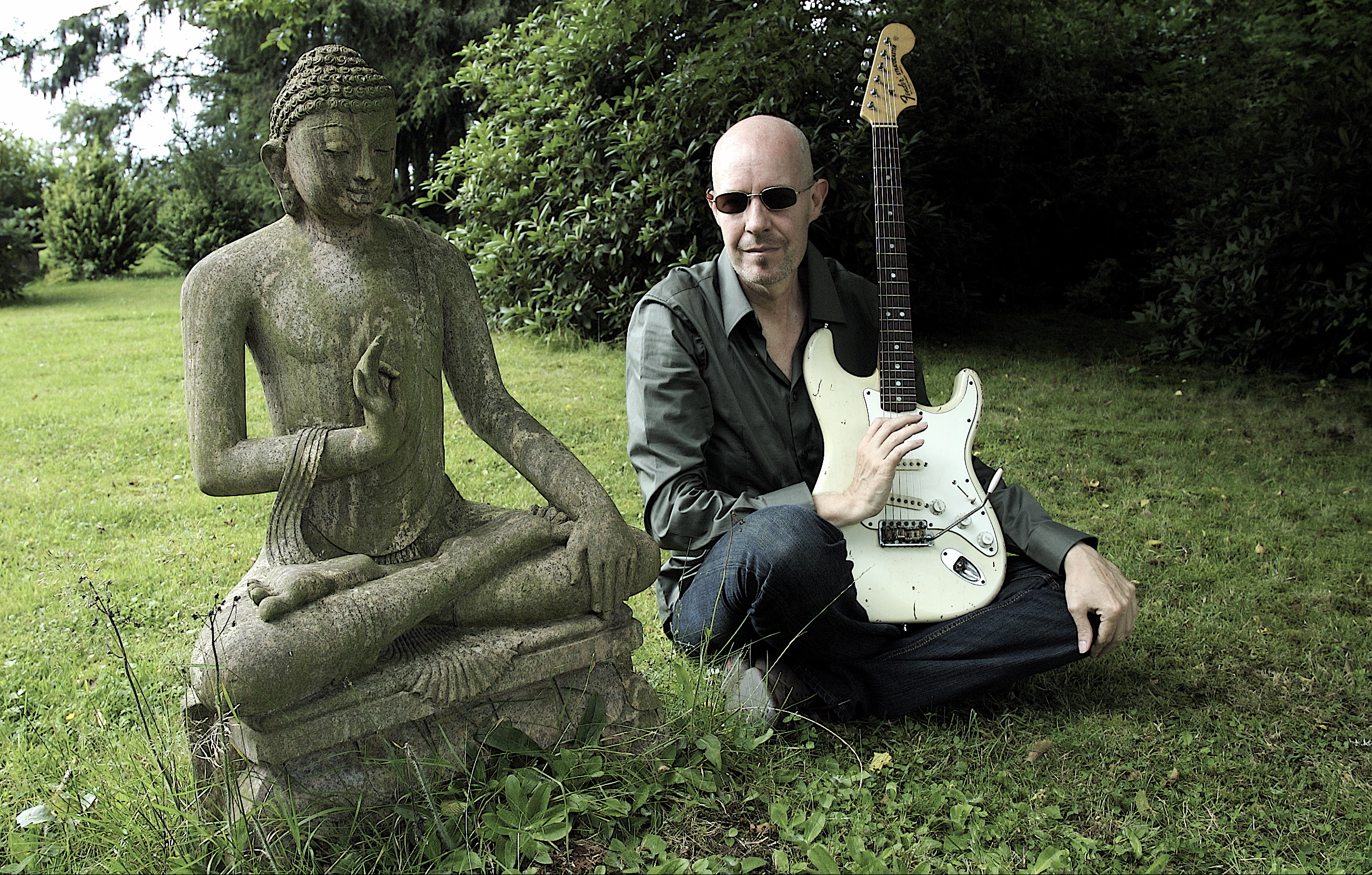
Axel Heilhecker, Juli 2008

Axel Manrico Heilhecker (* 28. November 1954 in Bergisch Gladbach) ist ein deutscher Gitarrist, Komponist, Produzent und Sänger.

## Werdegang
Erste eigene Aufnahmen wurden 1969 vom WDR-Big-Band-Leiter Harald Banter veröffentlicht. 1972 nahm er durch Vermittlung von Joachim-Ernst Berendt Unterricht beim Jazz-Trompeter und Ethno-Musiker Don Cherry.
1976 bis 1981 war er Gründungsmitglied der Kölner Food Band, mit Wolf Maahn, Helmut Zerlett, Dick W. Frangenberg, Matthias Keul, Werner Kopal, Jan Dix und Paco Saval. Es wurden 2 Alben in London aufgenommen und bei Essex verlegt.
Von 1982 bis 1986 spielte er bei „Wolf Maahn und die Deserteure“. Danach war er bis 1993 Gitarrist und Songwriter auf allen Alben Mitglied der Wolf Maahn Band. Zudem trat er als Session-Musiker auf und war Teilnehmer bei diversen Allstarbands innerhalb der deutschen Rockszene (Klaus Lage, Marius Müller-Westernhagen, Herbert Grönemeyer, Rainhard Fendrich, Jane Palmer).
In diesem Zeitraum war er mehrfach auf den ersten Plätzen der Musikpolls vom Fachblatt Musikmagazin und anderen Musiker-Magazinen in der Sparte Gitarrist platziert neben Michael Schenker, Peter Weihe und Uli Jon Roth.
1986 trat er unentgeltlich beim Anti-WAAhnsinns-Festival gegen die geplante Wiederaufarbeitungsanlage Wackersdorf auf die Bühne.
1990 spielte er Aufnahmen und eine Tournee für die Unknown Cases.
Von 1991 bis 1993 veröffentlichte er 2 Alben bei EMI unter seinem Namen und tourte unter anderem als Support der letzten Deep-Purple-Tournee in Originalbesetzung mit Ritchie Blackmore.
1994 produzierte er die erste deutsche Surround-Sound-Produktion Eyem von Thomas Kagermann.
Von 1995 bis 2003 war er Gitarrist bei der Harald Schmidt Show bei Sat.1 und ihrer Fortsetzung als Harald Schmidt bei der ARD ab 2004. Es gab hier Live-Aufzeichnungen unter anderem mit Jim Capaldi, Eric Burdon, Meat Loaf, und James Belushi.
Heilhecker gründete 1995 zusammen mit der Amerikanerin Vanessa Vassar, die u. a. auch indianische Vorfahren hat, das Avantgarde-Folk-Duo Phonoroid. Es wurden 3 Alben von Heilhecker produziert und verschiedene Titel von Musikmagazinen auf deren Beilage-CDs veröffentlicht, allein zweimal vom deutschen Rolling Stone. Konzerte wurden sowohl in Deutschland als auch in den USA veranstaltet.
1997 gründete Heilhecker mit Harald Grosskopf die Freistil-Band Sunya Beat, unter Mitwirkung von Steve Baltes. 5 Alben wurden produziert, von denen 3 Alben mit dem Burg Herzberg Festival und dessen Label assoziiert werden, wo die Band debütierte und in Folge mehrfach auch als Headliner spielte. 1999 begann eine Kooperation mit dem Projektions-Künstler Mischa Kuball.
Seit 2000 veröffentlicht Heilhecker unter dem Pseudonym Fishmoon Instrumental-Musik. Es gibt drei Alben.
2000 wurde seine Theatermusik für Conspiranoia, ein Werk des amerikanischen Schriftstellers Devon Jackson, in Santa Fe, New Mexico uraufgeführt.
Seit 1991 ist er als Produzent tätig. Bedeutend waren seine Ethno-Produktionen mit dem indischen Musikprofessor und Sitar-Virtuosen T.N. Nagar, einem Schüler Villayat Khans, dem aus Gambia stammenden Djembe-Spieler Samson Gassama und dem von Joachim Ernst Behrend geförderten Flötisten Andreas Ludwig.
Heilhecker ist Gründer und Inhaber des Labels „Phonokultur“, auf dem er 2006 das Sunya-Beat-Live-Album Comin’ Soon und 2007 sein  zweites Fishmoon-Instrumental-Album Two Moon Music veröffentlichte. Er ist Musik- und Coproduzent des US-Dokumentarfilms von Vanessa Vassar Cinderellas of Santa Fe, der 2007 den IIFF Award für den „besten US Dokumentarfilm“ erhielt.
Seit 2006 ist Heilhecker Autor der regelmäßigen Kolumne Brettgeflüster im Magazin Grand Guitars, hier schreibt er über seine Erfahrungen als Gitarrist und seine bevorzugten Instrumente.
2009 veröffentlichte er mehrere Aufnahmen mit dem ICP-Trompeter Thomas Heberer und dem Saxophonisten Mel Collins.
2011 spielte er eine Tournee für Chris Norman in Deutschland, Europa, Asien und Russland.
Ab 2010 tourte er mit Harald Grosskopf im Rahmen der Wiederveröffentlichung von dessen Synthesist-Album sowohl in Europa als auch in USA und Südamerika.
2015 veröffentlichte er unter dem Titel Blues Turn Red ein Bluesrock-Album mit Jane Palmer auf seinem eigenen Label Phonokultur Records. 2018 folgte das ECM-Style-Album Lifeloops.

## Als Produzent und Gitarrist
- 1986 Wolf Maahn & Unterstützung – Tschernobyl (Das letzte Signal), Chlodwig Records
- 1991 Axel Heilhecker – Strange Sex, EMI
- 1993 Culture Cross, EMI
- 1994 Thomas Kagermann – Eyem, Inakustik, erste deutsche Surround-Sound-CD
- 1996 Phonoroid – Two Many Frames, Intuition,
- 1998 Sunya Beat, EFA
- 1999 Sunya Beat – Dehly Slide, Think Prog.
- 1999 Phonoroid – Two Many Frames, Intuition
- 1999 Gassama / Heilhecker – Wandyah, Think Prog.
- 1999 Andreas Ludwig, Think Prog.
- 2000 Axel Heilhecker – Fishmoon, Think Prog.
- 2000 T.N. Nagar – Raga Moods, Think Prog.
- 2001 Baltes, Grosskopf, Heilhecker, Manikin Rec.
- 2003 American Waitress – Filmmusik, Backseat Prod.
- 2004 Phonoroid – Cravin’ Astonishment, Intuition
- 2005 Grosskopf, Baltes und Heilhecker – The Jelena Gora Sessions, Ricochet Dream
- 2006 Cinderellas of Santa Fe – Soundtrack, Frontseat Prod.
- 2006 Sunya Beat – Comin’ Soon, Phonokultur
- 2007 Fishmoon – Two Moon Music, Phonokultur
- 2009 Fishmoon, Viana
- 2015 Blues Turn Red
- 2018 Lifeloops
- 2020 Book Of Shelter
- 2020 Jane Palmer - Slave Of Time
- 2020 Grosskopf/Heilhecker - Are You Psyched?